# Jack Blues: Airblues
 (mars 2017).
Si vous disposez d'ouvrages ou d'articles de référence ou si vous connaissez des sites web de qualité traitant du thème abordé ici, merci de compléter l'article en donnant les références utiles à sa vérifiabilité et en les liant à la section « Notes et références ».
Jack Blues: Airblues est une série de bande-dessinées d'aventures aéronautiques pseudo-uchronique se déroulant dans les années 1950 créée par Frédéric Zumbiehl et publiée par les Éditions Zephyr dans la collection Zephyr BD.

## Synopsis[1]

### Le héros
Jack est un ancien pilote d'essai reconverti comme pilote dans le milieu du cinéma hollywoodien. Avec son ami Big Bob Gunner, ils vivent plusieurs aventures liées au monde de l'aéronautique en pleine Guerre froide. 

## Publication[1]

### Albums
1. Airblues 1947, publié en Juin 2007
2. Airblues 1948 (Épisode 1), publié en Juin 2009
3. Airblues 1948 (Épisode 2), publié en Mai 2010
4. Airblues 1949 (Épisode 1), publié en Mai 2011
5. Airblues 1949 (Épisode 2), publié en Juin 2012

### Éditeur
Zephyr Éditions : tomes 1 à 5 dans la collection Zephyr BD.